# Gili Cohen
Pour les articles homonymes, voir Cohen.
Gili Cohen (hébreu : גילי כהן), née le 19 juin 1991 à Jérusalem, est une judokate israélienne.

## Carrière
Elle est médaillée de bronze dans la catégorie des moins de 67 kg aux Championnats d'Europe 2014 à Montpellier. Elle participe aux Jeux européens de 2015 à Bakou et aux Jeux olympiques de 2016 à Rio de Janeiro.